# When the Wheels of Justice Clogged
When the Wheels of Justice Clogged è un cortometraggio muto del 1914 diretto da James Durkin.
Fu l'esordio sullo schermo dell'attore George Harris.

## Produzione
Il film fu prodotto dalla Thanhouser Film Corporation. Venne girato a Ogdensburg, in New Jersey

## Distribuzione
Distribuito dalla Mutual Film, il film - un cortometraggio di una bobina - uscì nelle sale cinematografiche USA il 31 maggio 1914.